# Puneeth Rajkumar
Puneeth Rajkumar, noto anche come Lohith Rajkumar (Chennai, 17 marzo 1975 – Bangalore, 29 ottobre 2021), è stato un attore e cantante indiano.
È conosciuto come Power Star dai suoi fan ed è stato uno dei più famosi attori di Sandalwood.

## Biografia
Era figlio di Rajkumar e fratello minore di Shiva e Raghavendra.
Sposò Ashwini Revanth con la quale ebbe due figli: Drithi e Vandhita
È morto di infarto all'età di 46 anni nel 2021.

## Filmografia
- Premada Kanike (1976)
- Thagiye Thakka Maga (1978)
- Vasantha Geetha (1979)
- Bhoomige Banda Bhagavantha (1981)
- Hosa Belaku (1982)
- Eradu Nakshatragalu (1983)
- Bettada Hoovu (1985)
- Parashuram (1989)
- Appu (2002)[8]
- Abhi (2003)
- Maurya (2004)
- Veera Kannadiga (2004)
- Aakash (2005)
- Namma Basava (2005)
- Ajay (2006)
- Arasu (2007)
- Milana (2007)
- Bindaas (2008)
- Vamshi (2008)
- Raaj – The Showman (2009)
- Raam (2009)
- Prithvi (film) (2010)
- Jackie (2010)
- Hudugaru (2011)
- Paramathma (2011)
- Anna Bond (2012)
- Yaare Koogadali (2012)
- Ninnindale (2014)
- Power (2014)
- Mythri (2015)
- Rana Vikrama (2015)
- Chakravyuha (2016)
- Doddmane Hudga (2016)
- Raajakumara (2017)
- Anjani Putra (2017)
- Humble Politician Nograj (2018) ... se stesso
- Natasaarvabhowma (2019)
- Yuvarathnaa (2021)